# تامتتوشت (آيت هاني)
تامتتوشت هي إحدى مشيخات المملكة المغربية، تتبع جغرافيا لإقليم تنغير وإداريًا لآيت هاني. يقدر عدد سكانها بـ 3462 نسمة حسب الإحصاء الرسمي للسكان والسكنى لسنة 2004.